# Islas Exteriores de Mauricio
Las Islas Exteriores de Mauricio (en inglés: Outer Islands of Mauritius, en francés: Îles éparses de Maurice) son las divisiones administrativas de primer nivel de dicho país, conformadas por la isla de Mauricio y varias islas periféricas en el océano Índico. Desde 1983 la Corporación de Desarrollo de las Islas Exteriores (en inglés: Outer Islands Development Corporation, OIDC) es responsable de la gestión y desarrollo de las Islas Exteriores. Este organismo se encuentra bajo la tutela y supervisión directa del Primer ministro de Mauricio a través de la oficina del Primer ministro. La Constitución de Mauricio establece que la república está formada por las islas Agalega, Mauricio, Cargados Carajos, Rodrigues, Tromelin (reclamada por Mauricio, administrada por Francia a través de las Islas Dispersas del Océano Índico, en las Tierras Australes y Antárticas Francesas) y el archipiélago de Chagos (está previsto que el archipiélago sea devuelto a Mauricio por parte de Reino Unido tras una disputa de muchas décadas en 2025).

## Territorio y zona económica exclusiva
La superficie total de la República de Mauricio es de 2.040 km² (sin contar el archipiélago de Chagos). La zona económica exclusiva (ZEE) del país abarca aproximadamente 2,3 millones de km² en el océano Índico, incluyendo unos 400.000 km² gestionados conjuntamente con Seychelles. Cuatro bancos oceánicos se encuentran dentro de los límites de su ZEE: el banco Hawkins, el banco Nazareth, el banco de Saya de Malha y los bancos Soudan. En 2011, las Naciones Unidas respaldaron la propuesta conjunta de Mauricio y Seychelles para poder extender su plataforma continental de 396.000 km² en la región de Mascareñas, lo que otorgó a ambos países el derecho soberano para gestionar y explotar conjuntamente el relieve oceánico y el subsuelo de la zona común.